# Choreia proserpinae
Choreia proserpinae is een vliesvleugelig insect uit de familie Encyrtidae. De wetenschappelijke naam is voor het eerst geldig gepubliceerd in 1884 door De Stefani.